# Eugnesia aurantiaca
Eugnesia aurantiaca là một loài bướm đêm trong họ Geometridae.